# Aimé Olivier de Sanderval
Aimé Victor Olivier, vizconde de Sanderval, (Lyon, 10 de julio de 1840-Marsella, 22 de marzo de 1919) fue un ingeniero y explorador francés.

## Biografía

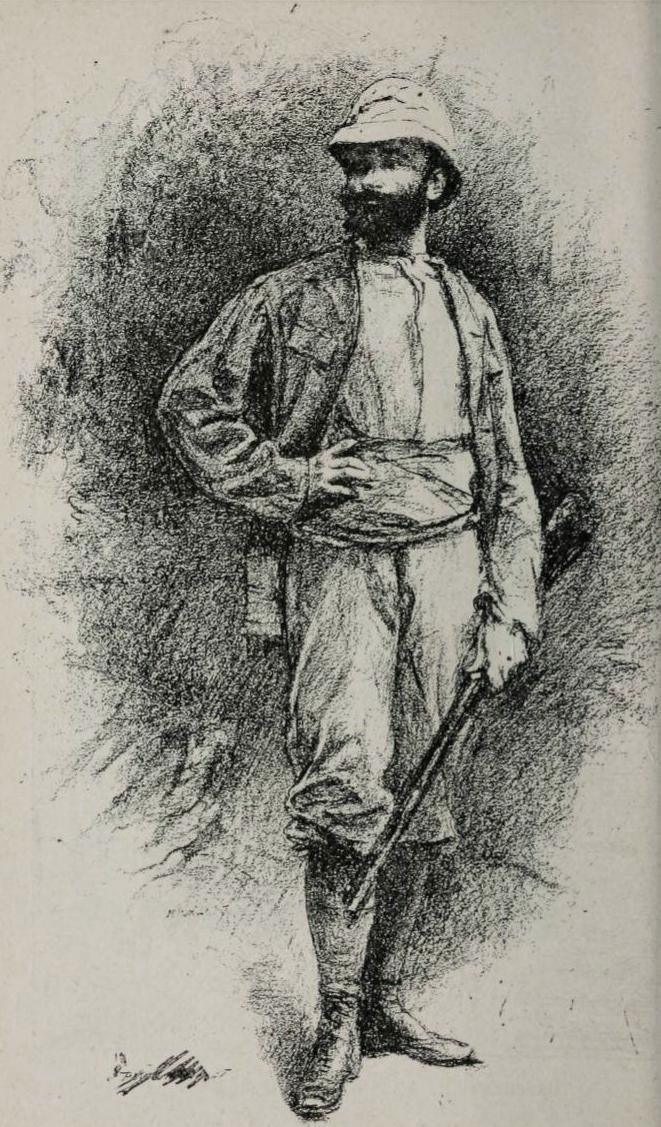
Retrato de Olivier de Sanderval, 1882

Heredero de una familia burguesa quedó fascinado en su infancia por las historias de viajes de  a Tombuctú. Ingeniero de formación, se graduó en 1864 en la École Impériale Centrale des Arts et Manufactures, actual Escuela Central París.
Con su hermano René y su amigo Georges de la Bouglise, realizó en agosto de 1865 el primer viaje del mundo en dos ruedas, de París a Aviñón, para probar la reciente invención del velocípedo con pedales en la rueda delantera. Fundó la primera fábrica de velocípedos, la Compagnie Parisienne des Vélocipèdes.
Pasó a residir en Marennes, donde su familia creó una industria química y posteriormente llegó a ser alcalde de esta ciudad. Se casó en mayo de 1866 con Rose Pastré, con quien tuvo dos hijos. En 1870 participó en la guerra franco prusiana.
Admirador del explorador francés René Caillé, Olivier dejó a su esposa e hijos para organizar una expedición al África Occidental, especialmente para explorar el territorio de los fulani. Fue uno de los primeros europeos en visitar la corte de los almami del reino fulani de Futa Yallon, en la actual Guinea. Exploró gran parte del territorio guineano, visitó la región de Labé en 1875 y viajó a Timbo vía Boké dos veces, en 1880 y 1888. 
Entre 1880 y 1919 realizó cinco viajes a Futa Yallon, describiendo en sus diarios de viaje el esplendor de la civilización fulani. Su lema «les connaître plutôt que les combattre» conocerlos en lugar de combatirlos, no coincidía con las ideas habituales de los colonizadores europeos. Esta filosofía, que promovía el diálogo y la cooperación en lugar de la confrontación, le llevó a establecer relaciones privilegiadas con los fulani. Estos le consideraron un igual y le concedieron títulos honoríficos, como el de «rey», dándole permiso para acuñar moneda con su imagen. Olivier persuadió al líder de Futa Yallon para que le otorgara concesiones territoriales considerables, y le fueron dadas tierras en la meseta de Kahel, llegando a ser conocido como el «rey de Kahel». Las concesiones le fueron arrebatadas posteriormente, pero desempeñaron un importante papel en la creación de un protectorado francés sobre el área de Futa Yallon.
Más tarde se estableció en Conakri. Después de su regreso a Francia, continuó interesándose por las cuestiones coloniales y las relaciones internacionales. Su título de vizconde fue creado y otorgado por Luis I, rey de Portugal.
La figura de Aimé Olivier de Sanderval inspiró la novela Le Roi du Kahel, del escritor Tierno Monénembo, que recibió por ella el premio Renaudot en 2008, y en la que se narra la historia de este aventurero durante la colonización francesa de Guinea.

## Obras
Escribió varias obras en las que relató sus viajes africanos, como las siguientes:
- De l'Atlantique au Niger par le Foutah-Djallon, carnet de voyage. 1882
- Soudan français Kahel; carnet de voyage. 1893.
- Conquête du Foutah-Djallon. 1899
- Les Rives du Konkouré, de l'Atlantique au Fouta-Djalon. 1900